# انتیی (واز)
آنتیی (به فرانسوی: Antilly) یک کمون در فرانسه است که در canton of Betz واقع شده‌است. آنتیی ۳٫۶۴ کیلومتر مربع مساحت دارد ۹۶ متر بالاتر از سطح دریا واقع شده‌است.